# Jean-Luc Crétier
Jean-Luc Crétier (Albertville, 28 april 1966) is een voormalige Franse alpineskiër. Hij won de gouden medaille in de discipline afdaling bij de Olympische Winterspelen van 1998 in Nagano. Daarna kwam hij op een lange lijn van grote verrassingen. Ondanks zijn grote carrière slaagde hij er niet in een wereldkampioenschap te winnen.

## Palmares

### Olympische winterspelen
- Calgary (1988)
  - 6e in combinatie
- Albertville (1992)
  - 4e in combinatie
- Lillehammer (1994)
  - 15 in afdaling
- Nagano (1998)
  - Gouden medaille in de afdaling